# Donatas Malinauskas

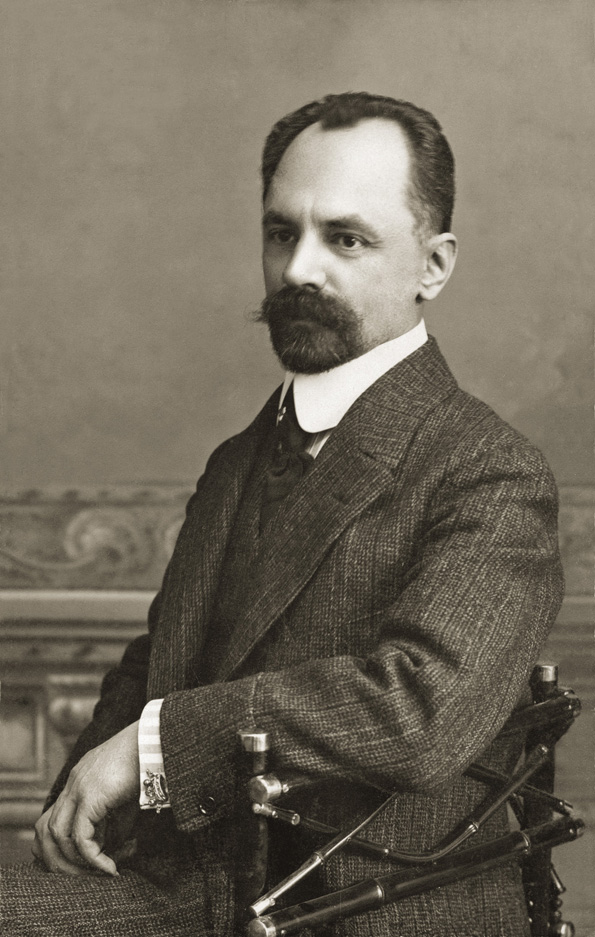
Donatas Malinauskas

Donatas Malinauskas pronunciaçãoⓘ(nascido em 1877 na Letônia; morto em 1942) foi um político e diplomata lituano, e um dos vinte signatários da Declaração de Independência da Lituânia. Malinauskas foi deportado para a Rússia em 14 de junho de 1941, vítima das deportações de junho ordenadas por Stalin. Os seus restos mortais regressaram à Lituânia em 1993.